# Paden (Mississipi)
Paden és una població dels Estats Units a l'estat de Mississipi. Segons el cens del 2000 tenia 106 habitants.

## Demografia
Segons el cens del 2000, Paden tenia 106 habitants, 49 habitatges, i 29 famílies. La densitat de població era de 46 habitants per km².
Dels 49 habitatges en un 32,7% hi vivien nens de menys de 18 anys, en un 44,9% hi vivien parelles casades, en un 8,2% dones solteres, i en un 40,8% no eren unitats familiars. En el 38,8% dels habitatges hi vivien persones soles el 18,4% de les quals corresponia a persones de 65 anys o més que vivien soles. El nombre mitjà de persones vivint en cada habitatge era de 2,16 i el nombre mitjà de persones que vivien en cada família era de 2,9.
Per edats la població es repartia de la següent manera: un 25,5% tenia menys de 18 anys, un 5,7% entre 18 i 24, un 36,8% entre 25 i 44, un 16% de 45 a 60 i un 16% 65 anys o més.
L'edat mediana era de 37 anys. Per cada 100 dones de 18 o més anys hi havia 119,4 homes.
La renda mediana per habitatge era de 38.333 $ i la renda mediana per família de 43.000 $. Els homes tenien una renda mediana de 28.333 $ mentre que les dones 16.750 $. La renda per capita de la població era de 17.861 $. Entorn del 5,3% de les famílies i el 4,4% de la població estaven per davall del llindar de pobresa.

## Poblacions més properes
El següent diagrama mostra les poblacions més properes.